# USS Fitzgerald (DDG-62)
USS Fitzgerald (DDG-62) — эсминец УРО типа «Арли Бёрк»
USS Fitzgerald назван в честь лейтенанта Уильяма Чарльза Фицджеральда (1938—1967).
Корабль способен выполнять разнообразные задачи, благодаря своему мощному и сбалансированному вооружению, управляемому единой системой Иджис.
Строительство корабля велось на судоверфи Bath Iron Works в Бате, штат Мэн. Закладка киля корабля произошла 9 февраля 1993 года. Корабль был спущен со стапеля 29 января 1994 г. при участии супруги адмирала Арли Альберта Берка. Вошёл в состав Тихоокеанского флота 14 октября 1995 г. в Сан-Диего, штат Калифорния.

## Боевая служба
В начале апреля 2004 года было объявлено, что эсминец «Фицджеральд» станет одним из пятнадцати эсминцев УРО и трёх крейсеров УРО, который будут модернизированы и получат возможность применения на них зенитных управляемых ракет большой дальности SM-3 вместо SM-2.
30 сентября 2004 года эсминец «Фицджеральд» прибыл в Йокосуку и присоединился к Седьмому флоту ВМС США. В настоящее время корабль входит в состав 15-й эскадры эсминцев, военно-морская база Сан Диего.
2 апреля 2013 г. в ходе обострения отношений между Северной Кореей с одной стороны и США, и Южной Кореей с другой, корабль направили к берегам Южной Кореи. После участия в совместных учениях Foal Eagle корабль был отправлен к юго-западу от Корейского полуострова. По сведениям ТАСС это было сделано в качестве меры давления на КНДР в ответ на её обещание действовать «по законам военного времени» в отношении южного соседа и угрозу нанесения ракетного удара по территории Республики Корея и военным базам США с использованием ядерного оружия.

## Столкновение с торговым судном
17 июня 2017 года около 2:30 местного времени «Фицджеральд», находясь в 50 морских милях от базы Йокосука, столкнулся с контейнеровозом ACX Crystal, шедшим под филиппинским флагом. Удар пришёлся в радиорубку и задел машинное отделение. Как сообщил командующий 7-м флотом США вице-адмирал Джозеф Окойн, корабль в результате столкновения получил значительные повреждения, в его корпусе образовалась большая подводная пробоина. Эсминец был спасен от затопления быстрыми и эффективными действиями экипажа. При столкновении погибло семеро американских моряков, их тела впоследствии были найдены в затопленном машинном отделении корабля. В результате столкновения также были ранены трое моряков, в том числе капитан корабля Брюс Бенсон, которые были эвакуированы вертолетом и доставлены в госпиталь в Йокосуку..
В настоящее время «Фицджеральд» находится в ремонте в японском порту Йокосуке. Проводится расследование обстоятельств столкновения.
В отношении командира «Фицджеральда» и трем офицерам, выдвинуты обвинения в халатности, опасном управлении кораблем и непреднамеренном убийстве. Кроме того, после происшествий с эсминцами «Джон Маккейн» и «Фицджеральд» подал в отставку командующий Тихоокеанским флотом ВМС США адмирал Скотт Свифт.